# Hauptmeilenstein Ludwigslust

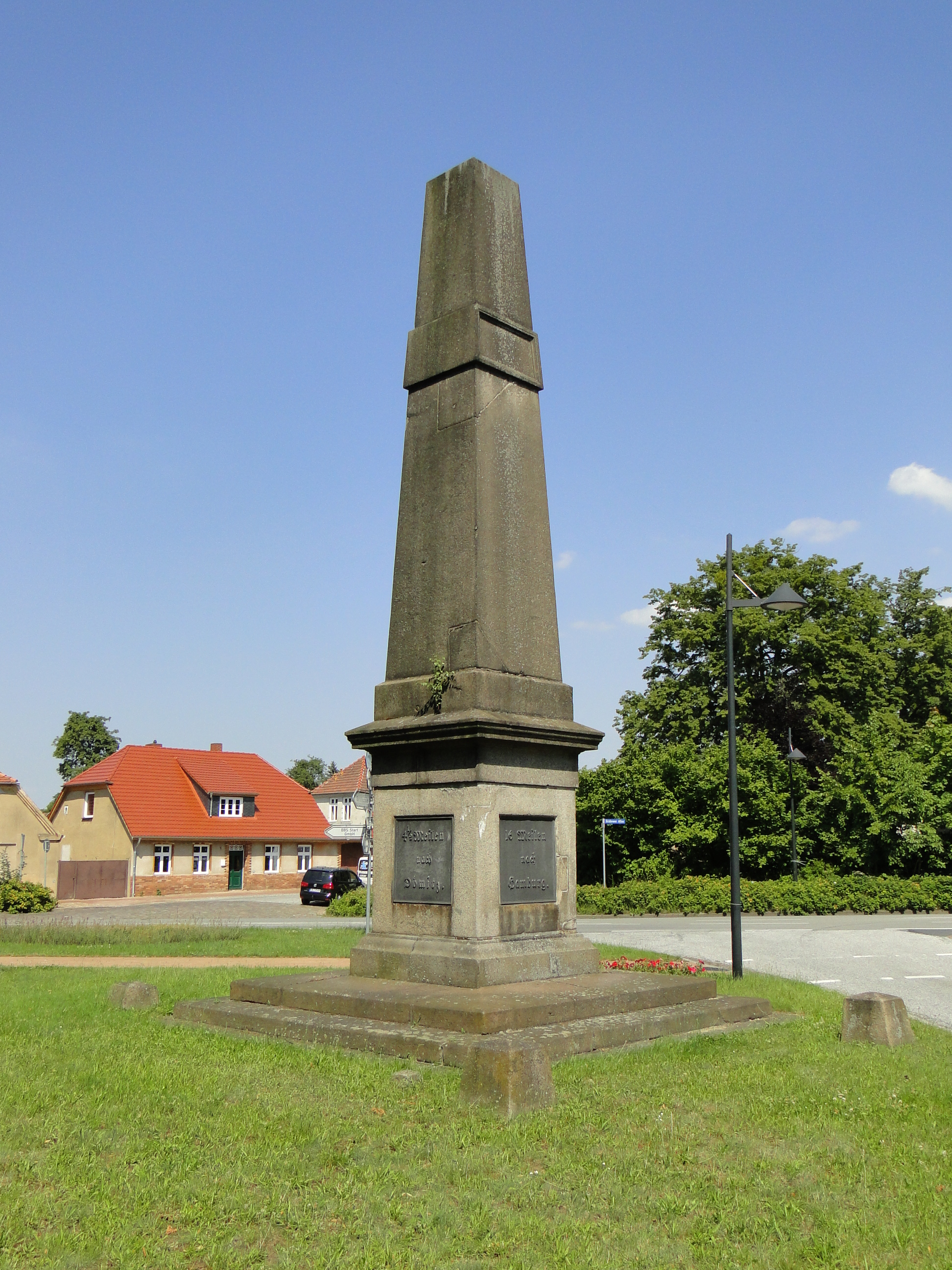
Hauptmeilenstein in Ludwigslust

Der Hauptmeilenstein in Ludwigslust wurde im Zuge des Baus der Chaussee von Hamburg nach Berlin, deren Verlauf zu großen Teilen dem entsprechenden Abschnitt der heutigen Bundesstraße 5 entspricht, im Jahr 1829 errichtet. Der Obelisk aus Granit an der Ecke Grabower Allee/Techentiner Straße ist ein geschütztes Baudenkmal und der höchste und älteste Meilenstein in Mecklenburg-Vorpommern.

## Beschreibung
Der Hauptmeilenstein mit quadratischem Grundriss ist aus mehreren Granitsteinblöcken zusammengesetzt. Die Gesamthöhe beträgt 9,5 Meter. Um den Obelisk sind ebenfalls aus mehreren Blöcken zusammengesetzte Granitstufen angeordnet. Am unteren Ende der Säule sind vier eingesetzte gusseiserne Platten angebracht, auf denen in arabischen Zahlen Entfernungsangaben in Meilen nach Hamburg, Berlin, Schwerin und Dömitz stehen.

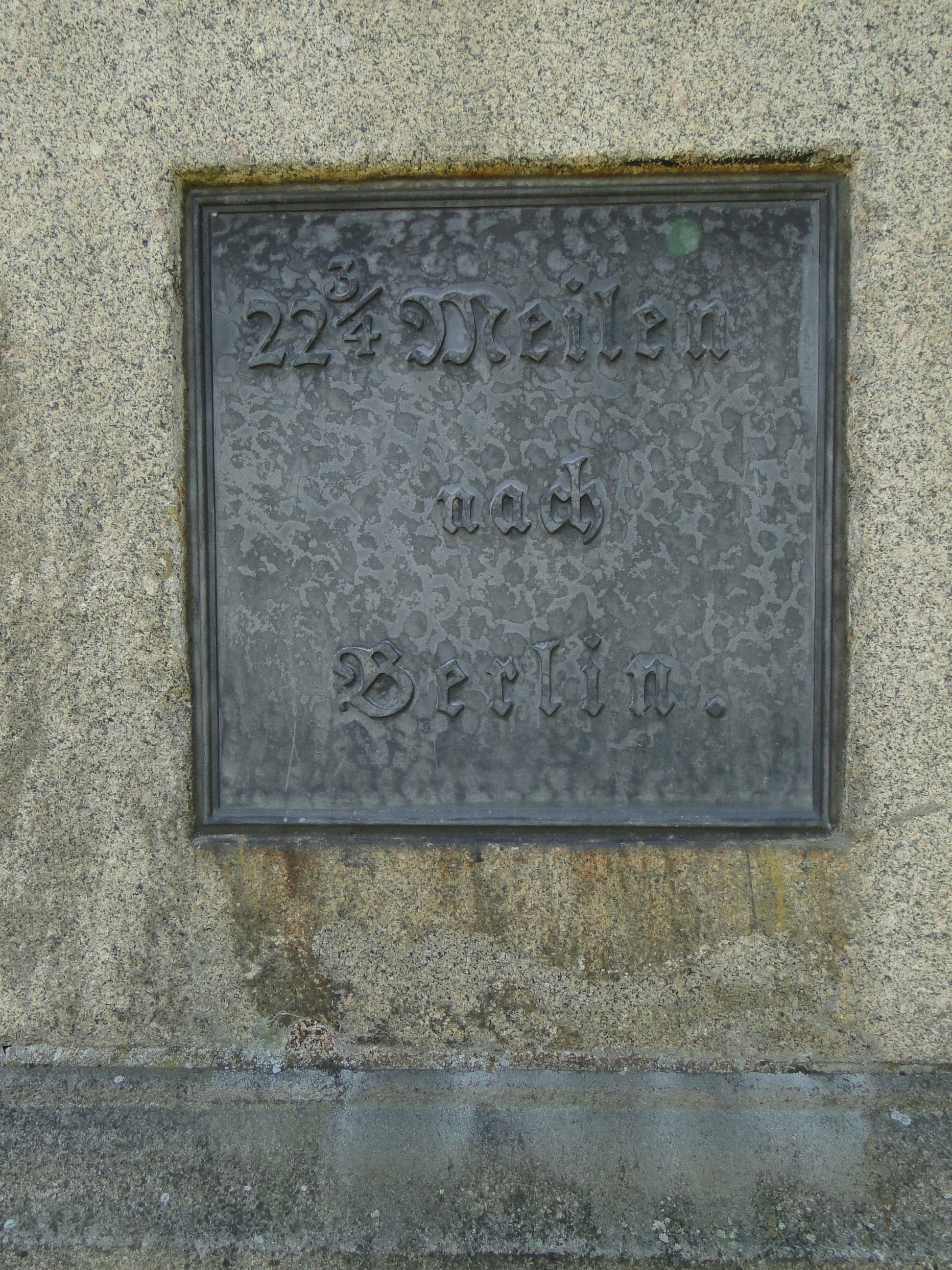
22¾ Meilen nach Berlin
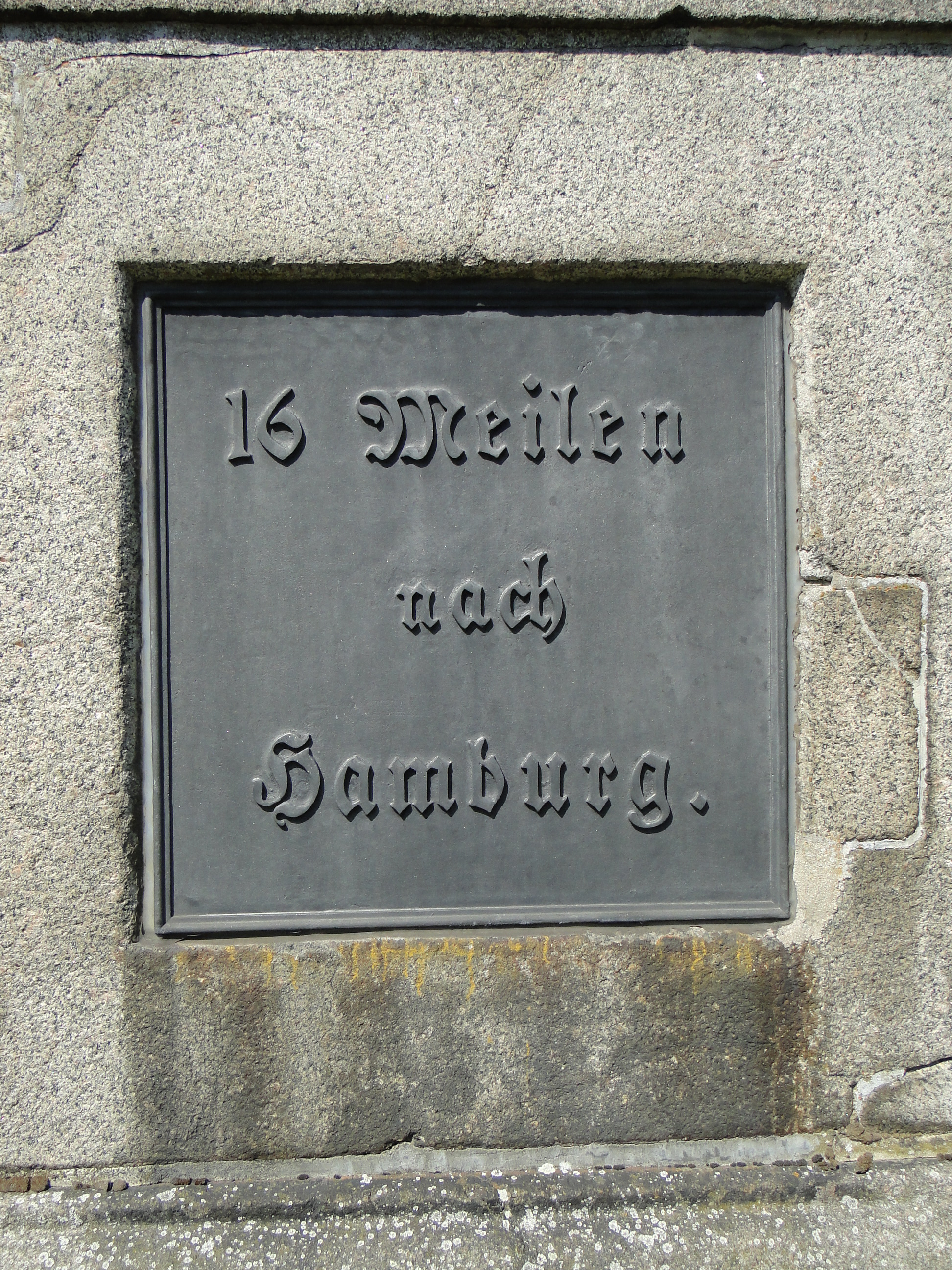
16 Meilen nach Hamburg
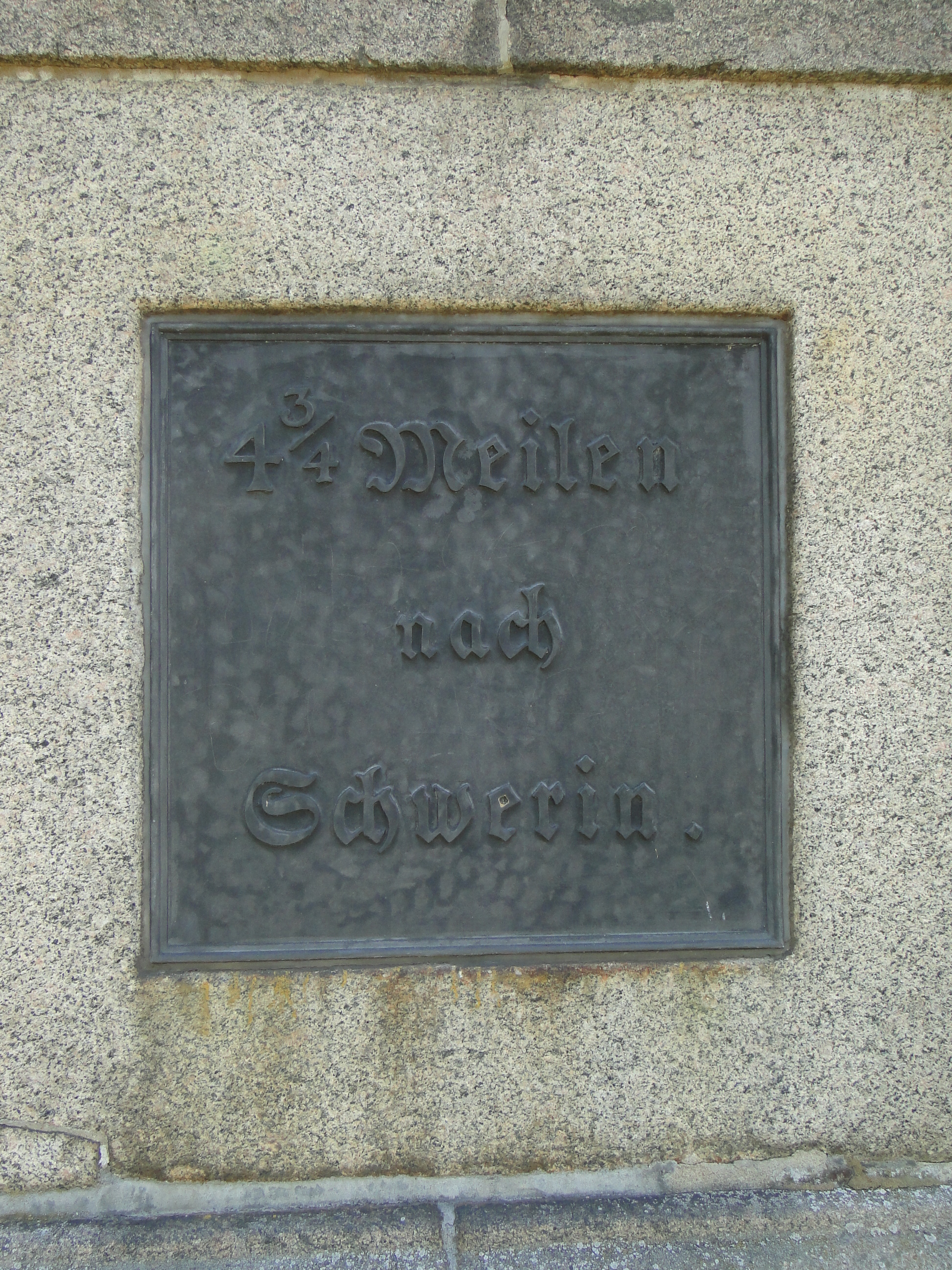
4¾ Meilen nach Schwerin
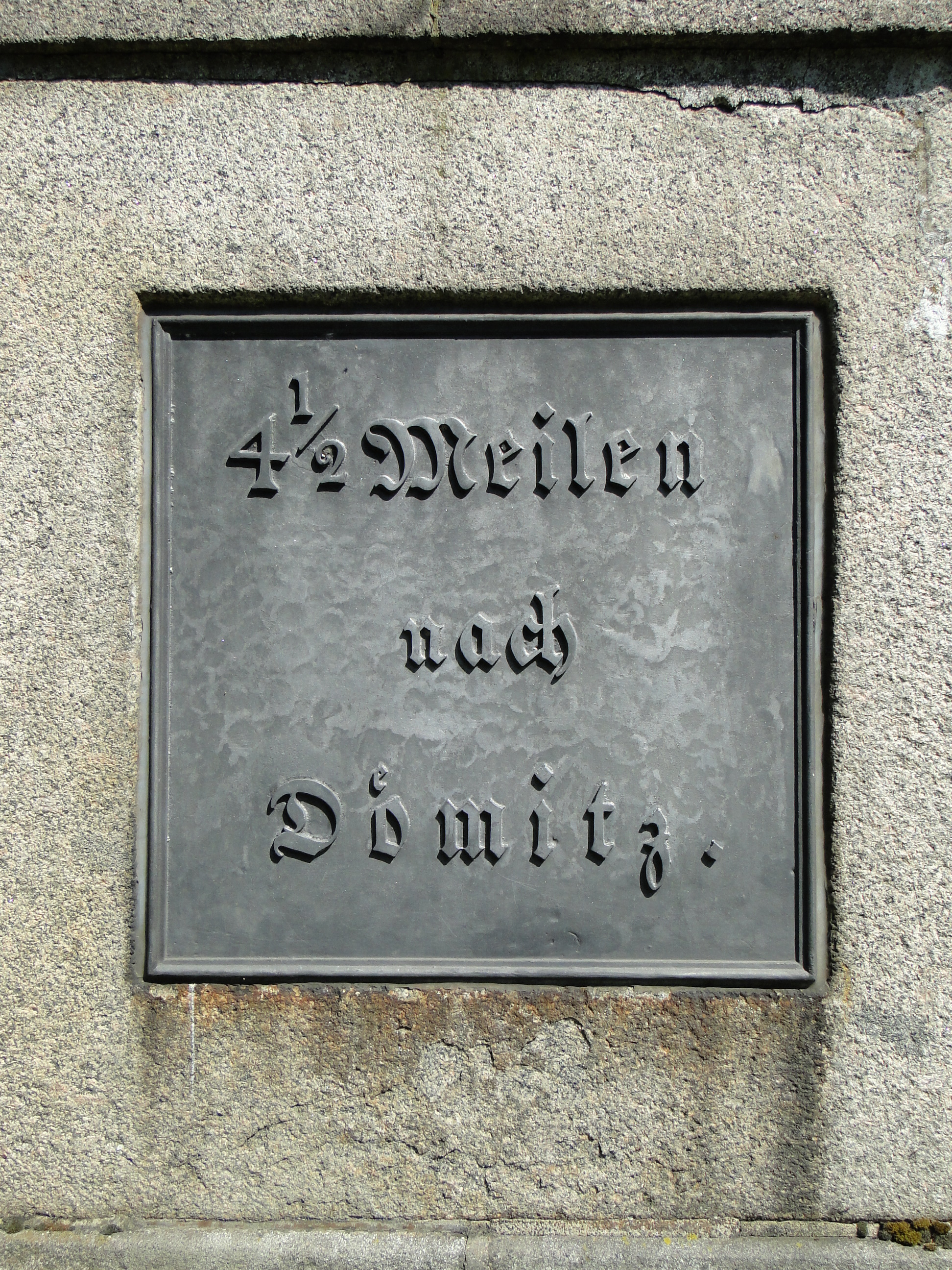
4½ Meilen nach Dömitz

## Geschichte
Durch den Bau der Chaussee von Hamburg nach Berlin entstand zwischen 1826 und 1829 die erste sogenannte Kunststraße in Mecklenburg. Diese führte durch die Städte Boizenburg, Ludwigslust und Grabow. Zur Straßenlängenmessung und als Entfernungsangabe für Reisende wurden entlang der Chaussee Meilensteine und Halbmeilensteine errichtet, die in Mecklenburg-Vorpommern bis in die heutige Zeit erhalten sind. Als Maß wurde die Deutsche Landmeile verwendet. Eine Meile entspricht 7,5325 Kilometer. Die Ganzmeilensteine tragen Gusstafeln mit Entfernungsangaben nach Hamburg, Berlin und Ludwigslust, die Halbmeilensteine Gusstafeln mit der Aufschrift „½ M:“.
In Ludwigslust, zu der Zeit Hauptresidenz des mecklenburg-schwerinschen Herrscherhauses, entstand auf Veranlassung von Großherzog Friedrich Franz I. ein kolossaler Granitobelisk. Die Granitblöcke dafür wurden aus den Regionen um Stolpe, Toddin und Wittenburg herangeschafft. Im Sockel wurden Gussplatten mit Entfernungsangaben angebracht.
Mit Einführung des metrischen Einheitensystems wurden um 1875 Änderungen an den Entfernungstafeln vorgenommen. 
Noch Ende der 1980er Jahre trug der Obelisk Tafeln mit Kilometerangaben nach Schwerin, zur Landesgrenze Dömitz, zur Landesgrenze Warnow und zur Landesgrenze Lauenburg.